# Monte Gunnbjørn
Il Monte Gunnbjørn (danese: Gunnbjørn Fjeld o Gunnbjørnfjeld o Hvitserk) è la montagna più alta della Groenlandia, con 3.693 m di altezza. Appartiene al comune di Sermersooq;  appartiene alla catena delle Watkins Mountains. È anche la montagna più alta a nord del circolo polare artico.
L'altezza della montagna, inferiore a quella riportata sulla carta GGU 1995 1:100.000 (m. 3.708) è stata rilevata con un sistema GPS da una spedizione francese nel 1996.
La prima scalata avvenne nel 1935 da parte di una spedizione anglo-danese con Courtauld, Wager, Munk ed altri; la seconda avvenne nel 1971 da parte della spedizione di Alastair Allan e altri. La prima scalata invernale avvenne nel marzo 2006 da parte di Paul Walker e altri. La prima scalata italiana avvenne nel maggio 2007 da parte della spedizione capeggiata da Paolo Gardino e Luisa Sanna.

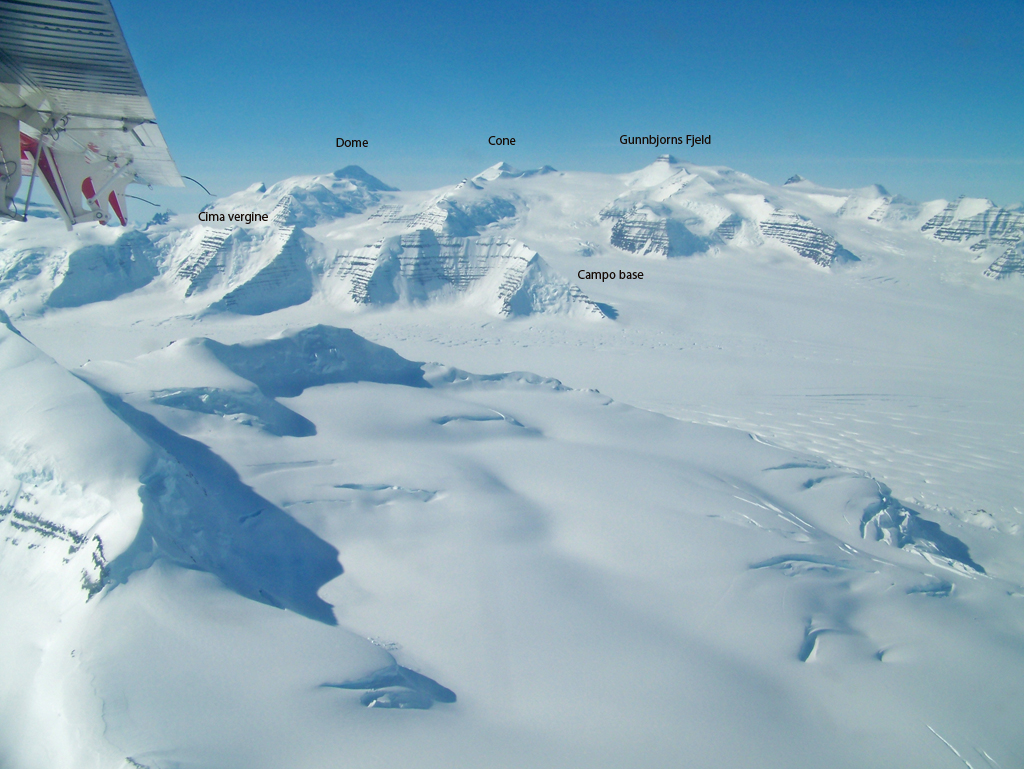
Immagine aerea delle Watkins Mountains, nella quale si vedono il Cone, il Dome ed il Monte Gunnbjørn.

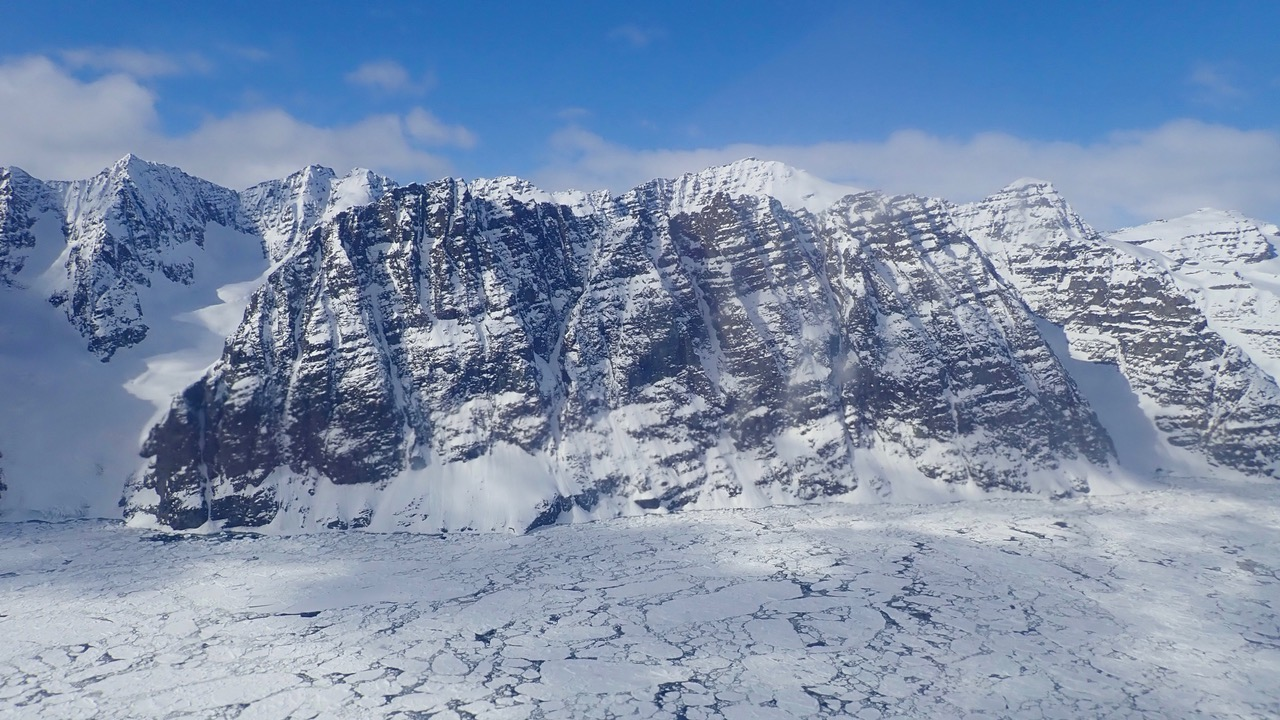
Gunnbjørn Fjeld dal ghiacciaio Kong Christian IV